# Callophrys rubi
A verdinha-comum ou borboleta-rubi (Callophrys rubi) é uma espécie de insetos lepidópteros, mais especificamente de borboletas pertencente à família Lycaenidae.
A autoridade científica da espécie é Linnaeus, tendo sido descrita no ano de 1758.
Trata-se de uma espécie presente no território português.